# Fuentes Blancas
El parque de Fuentes Blancas es una zona verde y de ocio situada en la ciudad española de Burgos. Se trata de uno de los parques más frecuentados debido a su extensión y naturaleza. 
Se trata del principal parque de la ciudad junto con el del Castillo. Pertenece al Cinturón verde de Burgos.

## Historia
La primera vez que aparece citado el parque de Fuentes Blancas es en algunos documentos del año 1878, en los que se menciona con el nombre de Fuentes Blancas a unos «terrenos del común» situados más allá de la Cartuja de Miraflores. En la época bajomedieval, toda la zona del parque, junto con los alrededores de la Cartuja, constituyeron el coto real de caza de Enrique III.

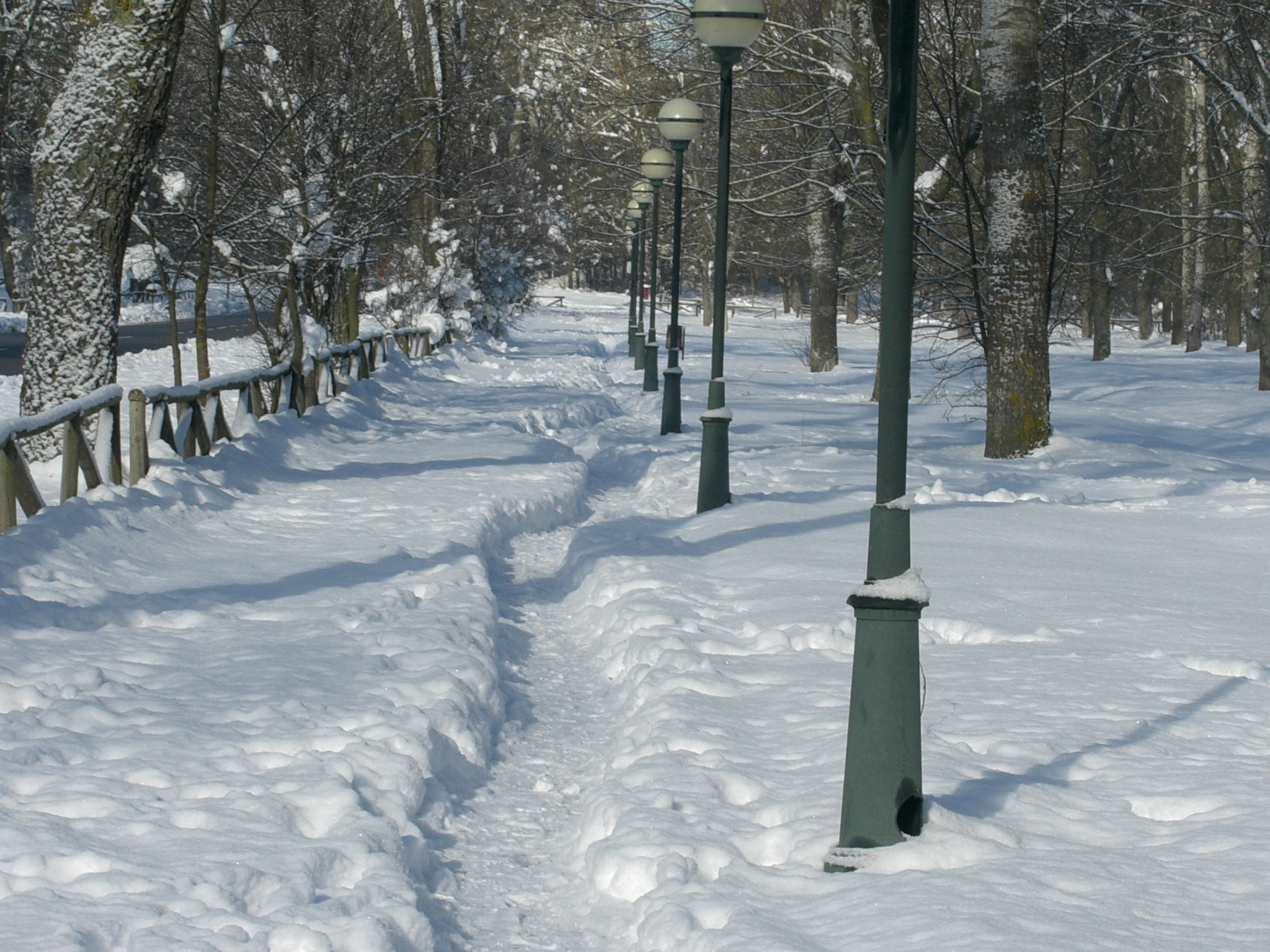
Nevada en Fuentes Blancas

A partir de 1934, el hecho de que esta zona de Fuentes Blancas comenzara a ser muy frecuentada por la población, llevó al ayuntamiento a plantear la repoblación de los márgenes del río Arlanzón y de las laderas próximas y a acondicionar dichos terrenos para el disfrute de los ciudadanos.
Tras la Guerra Civil, se reanudan intensamente, dentro del Plan Nacional de Reforestación organizado por los gobiernos de postguerra del general Francisco Franco, las tareas de repoblación forestal, colocándose pinos en la zona alta y chopos y nogales en la baja. Ya en 1958 se decidió ubicar el camping en este lugar. Posteriormente, se comenzaron a instalar juegos infantiles, parrillas, mesas y bancos, que se van renovando con el tiempo. Casi en el centro del parque se encuentra la capilla con la imagen de la Virgen de Nuestra Señora de los Álamos.
En 1980 se inauguró el primer circuito para la realización de ejercicios físicos al aire libre, cuyos elementos se van modernizando con el paso del tiempo. Asimismo, hay que hacer referencia a la existencia de un carril bici y un circuito de bicicrós, inaugurado en 1988. En 1985, en el enclave conocido como Fuente del Prior, se inauguró la playa artificial del río Arlanzón.

## Situación

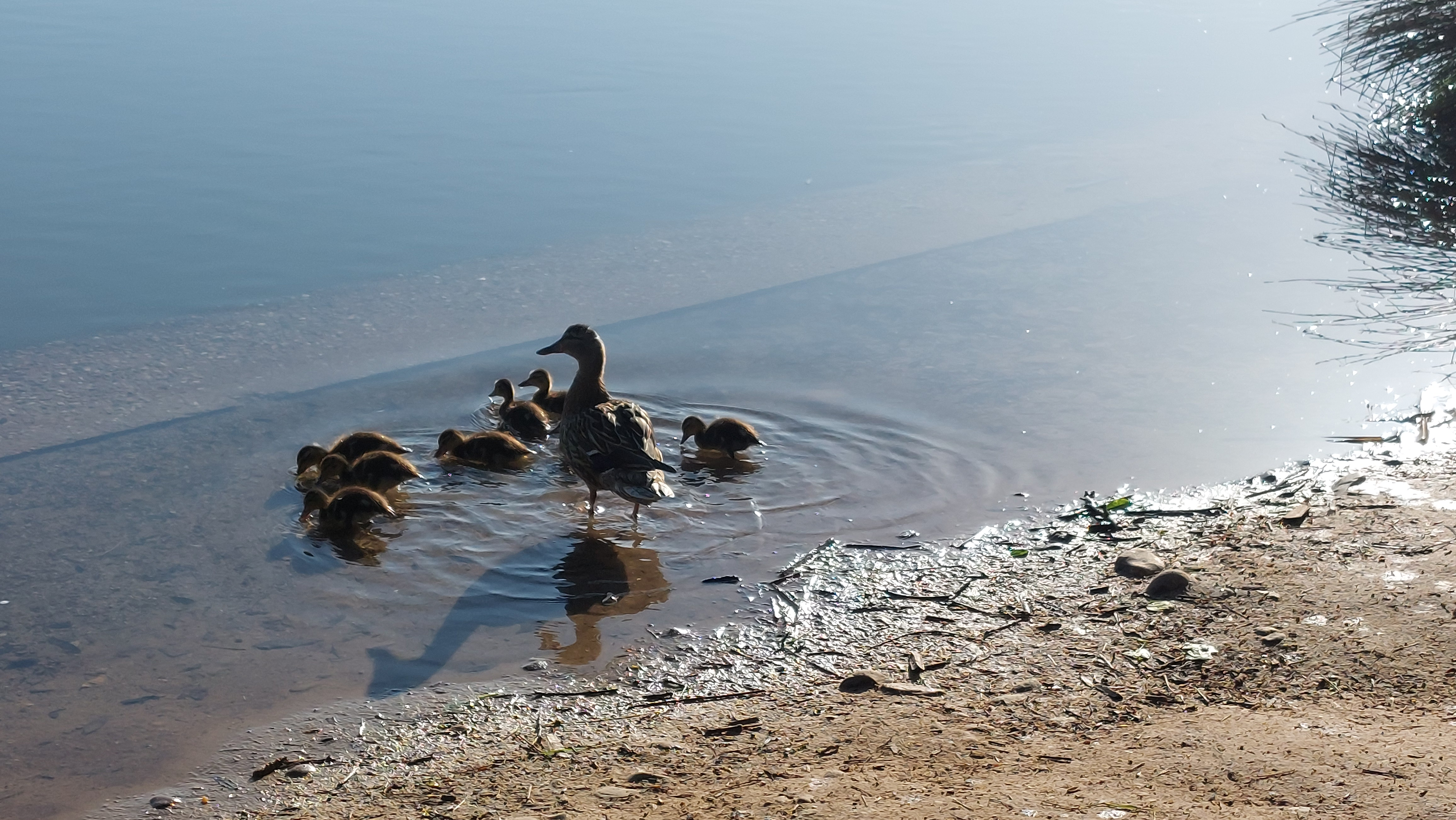
Pata con sus crías en Fuentes Blancas

El parque de Fuentes Blancas está situado en la zona sureste de la ciudad, en el margen sur del río Arlanzón, en él se encuentran la Cartuja de Miraflores y el principal camping de Burgos, entre varios puntos de interés más.
Su acceso es sencillo desde varias zonas de la ciudad. Llegando a Burgos viniendo dirección Madrid-Burgos por la autovía A-1, justo al entrar a la ciudad por la autovía de ronda BU-11, hay un carril de la misma, en el extremo derecho de la marcha, que sale de la ronda y conecta bajo la misma autovía con el bulevar, que es el acceso principal a Fuentes Blancas actualmente (la antigua carretera de acceso al parque discurre en paralelo al bulevar pero ya no se accede por ella al mismo). 
Desde las calles cercanas al centro histórico y las calles de la zona sur de la ciudad se accede a Fuentes Blancas como carretera principal utilizando también el bulevar del ferrocarril ya mencionado.

## Características

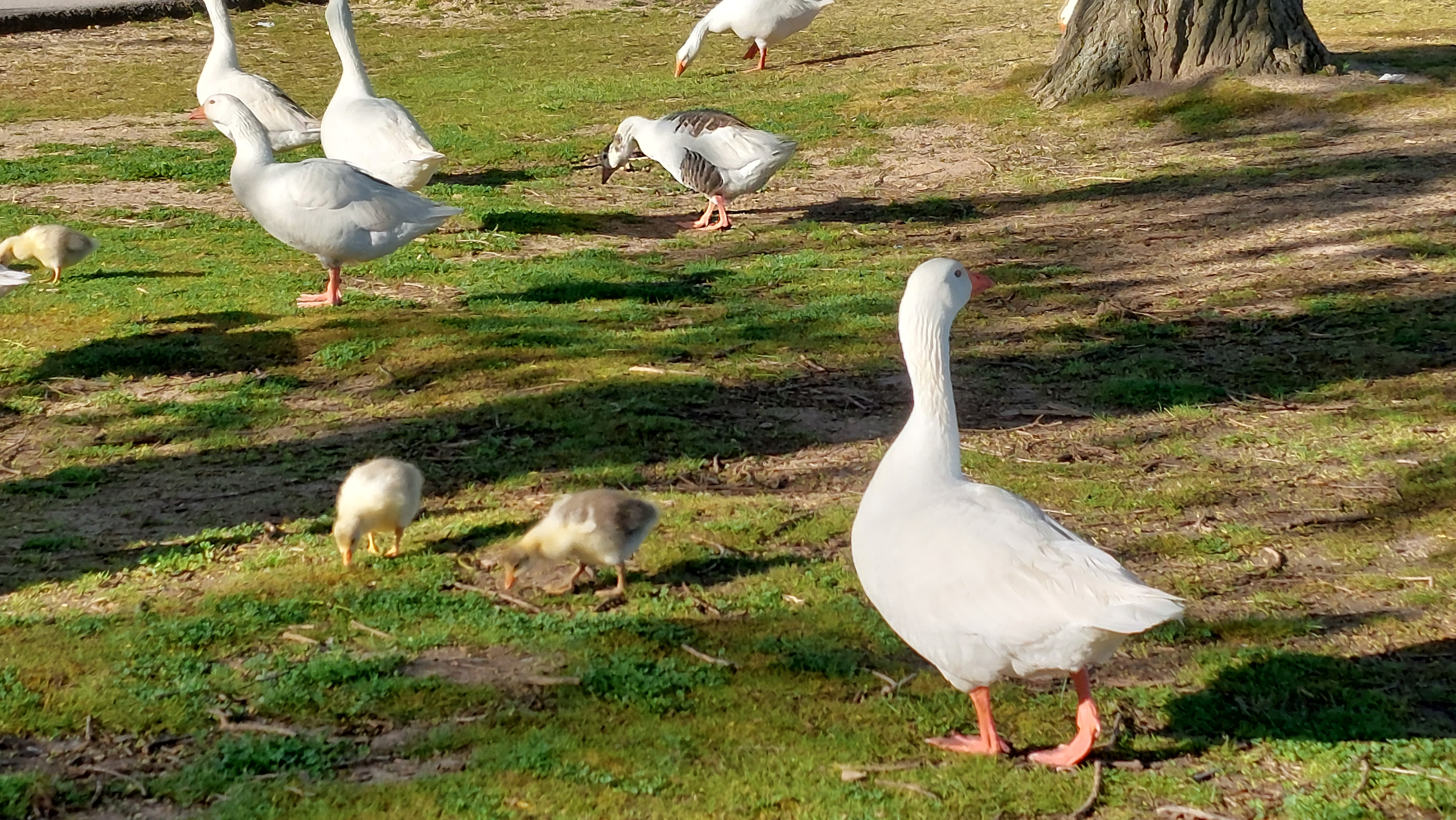
Ocas con sus crías en Fuentes Blancas

Situado aguas arriba del río Arlanzón, se encuentra en la zona este de la ciudad. Es un parque de gran extensión, con zonas recreativas, una playa artificial en el río y un circuito de bicicletas BMX. En esta área se encuentra la cartuja de Miraflores. Su nombre proviene de las numerosas fuentes que tiene (del Prior, de la Teja, de la Salud y de los Castaños).

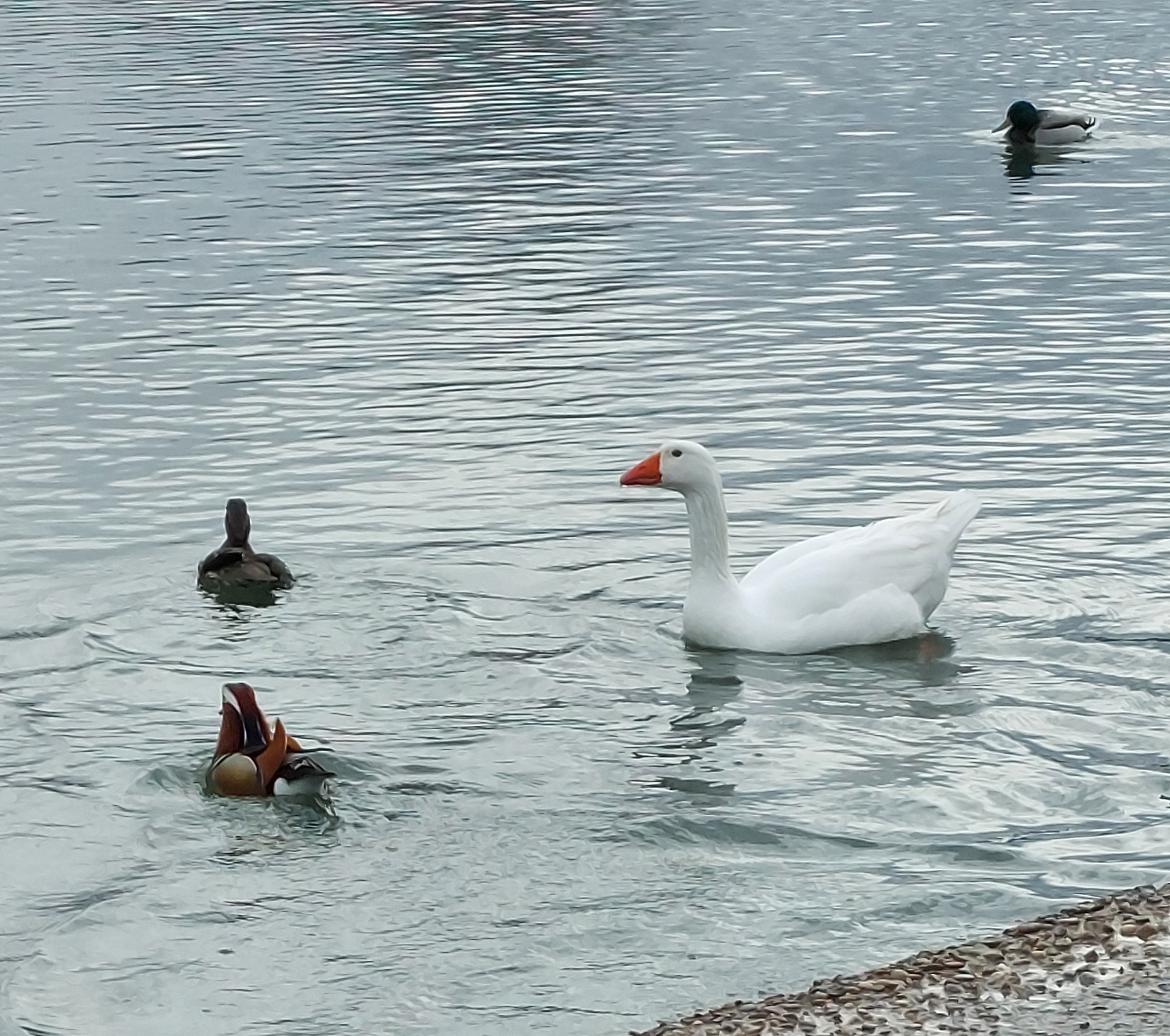
Pato común, pato mandarín y oca en Fuentes Blancas

La parte más llana y baja antiguamente estaba surcada por arroyos. Los árboles predominantes dentro del parque son el pino de Monterrey (Pinus radiata), el Quercus pyrenaica y el Quejigo (Quercus faginea); en la zona baja, más próxima al río Arlanzón, el chopo de plantación, el tilo (Tilia platyphyllos) y otras especies alóctonas como el plátano (Platanus × hispanica), el castaño de Indias (Aesculus hippocastanum) o el sauce llorón (Salix babylonica).

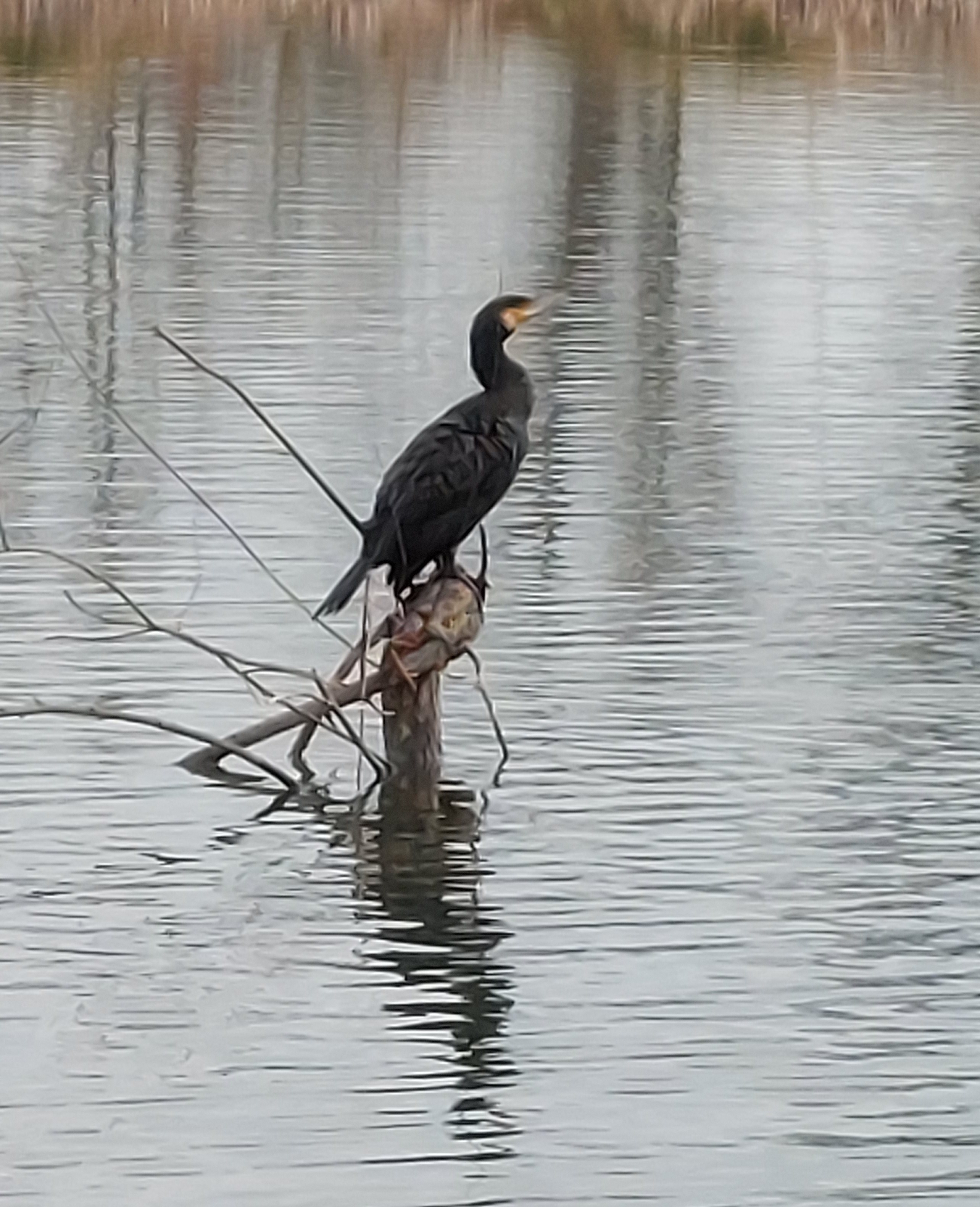
Cormorán en Fuentes Blancas

Entre las especies botánicas más valiosas que se dan en el parque se encuentra la anémona amarilla. En junio de 2013, una siega descontrolada por parte del servicio de parques y jardines del ayuntamiento afectó gravemente a la población de estas plantas que se encontraba en la zona de Fuente del Prior.

## Bulevar del Ferrocarril
Dentro del proyecto del bulevar del Ferrocarril, realizado por el estudio de arquitectos suizos Herzog & De Meuron, se conectan los barrios de Gamonal con el centro histórico y toda la zona sur y suroeste de la ciudad, a través de una vía que circula por el parque, aprovechando el antiguo trazado ferroviario, y añadiendo nuevas especies forestales en los márgenes de éste.

## Usos
Zona habitual de recreo y ocio. Su uso es notablemente superior en los meses de verano y, en general, los fines de semana. En las más de 140 hectáreas de parque aparecen tres locales de restauración, pertenecientes al Ayuntamiento de Burgos; una zona de baño y descanso denominada playa de Burgos o playa del Arlanzón, la cual se localiza en un ensanchamiento del río en las proximidades de Fuente del Prior y cuenta con equipamientos propios para una zona de baño autorizado; y múltiples zonas de juego deportivo e infantil dispuestas a lo largo del parque.